# Altingia multinervis
Altingia multinervis là một loài thực vật có hoa trong họ Altingiaceae. Loài này được C.Y.Cheng miêu tả khoa học đầu tiên năm 1947.